# Pier Angelo Basili
Pier Angelo Basili (Gubbio, dopo il 1550 – 1604) è stato un pittore italiano del Rinascimento, attivo nel XVI secolo.

## Biografia
Nacque a Gubbio dopo il 1550 e studiò con Felice Damiani e Cristoforo Roncalli. Dipinse un affresco per il chiostro di San Tibaldo a Gubbio e una tela ad olio di Cristo che predica per la chiesa di San Marziale. Nel periodo 1601-1602, dipinse affreschi, accanto a Federico Brunori, nel presbiterio della chiesa di Santa Croce a Gubbio.